# Toumoukoro
Toumoukoro (Gopoloh) este o comună din regiunea Savanes, Coasta de Fildeș.